# Maashorst
Maashorst est une commune néerlandaise située dans l'est de la province de Brabant-Septentrional. La commune est créée le 1er janvier 2022 par la fusion des communes de Landerd et Uden. Elle comptait alors 58384 habitants.